# Chris Davies (Politiker, 1967)

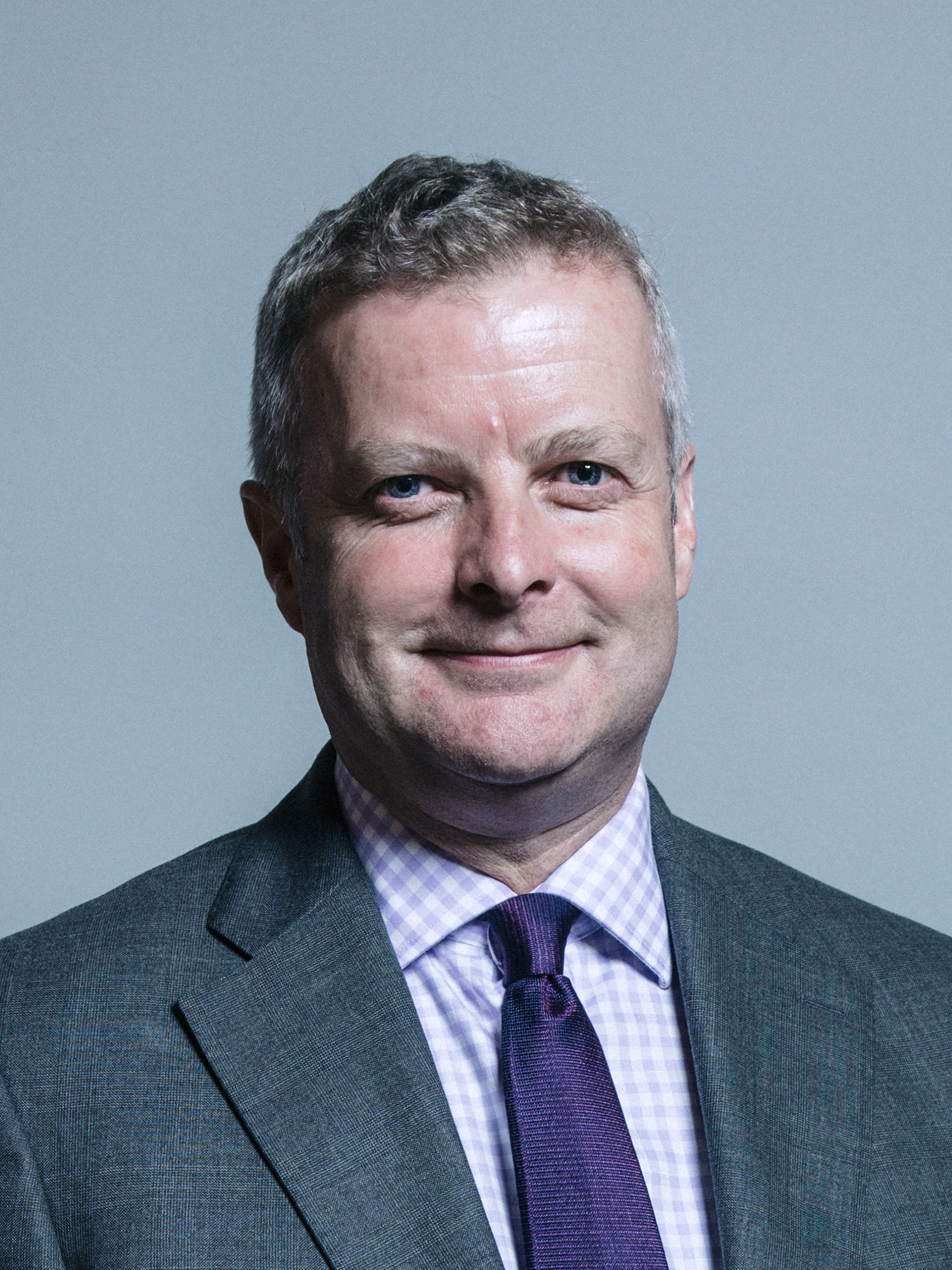
Chris Davies

Christopher Paul Davies (* 18. August 1967 in Swansea Valley) ist ein walisischer Politiker der Conservative Party. Von 2015 bis 2019 gehörte er dem House of Commons an.
Bei der Britischen Unterhauswahl 2015 wurde Chris Davies im Wahlkreis Brecon and Radnorshire erstmals in das House of Commons gewählt. Er zog bei den Neuwahlen im Jahr 2017 erneut in das Unterhaus ein. Durch ein öffentliches Wahlbegehren verwiesen rund 18 Prozent der Wahlberechtigten in seinem Wahlkreis Chris Davies im Juni 2019 aus dem Amt, nachdem bekannt wurde, dass Davies Rechnungsbetrug begangen hatte. Als er daraufhin bei der erforderlichen Nachwahl am 1. August 2019 wieder antrat, setzte sich die Liberaldemokratin Jane Dodds gegen ihn durch.